# Стивенсон, Мириам
Мириам Жаклин Стивенсон (англ. Miriam Jacqueline Stevenson; род. 4 июля 1933, Уинсборо, Южная Каролина) — американская телеведущая, актриса и первая победительница международного конкурса, от США в 1954 году, Мисс Вселенная 1954.

## Биография
После годичного пребывания в Голливуде в студии Universal Studios по договору с Организацией Мисс Вселенная Мириам опубликовала интервью в Variety Magazine, и вернулась домой в Южную Каролину, чтобы завершить своё образование. Она участвовала в телешоу местного филиала NBC в Колумбии, WIS-ТВ. Именно здесь она познакомилась со своим будущим мужем — Дональдом Аптоном, который был главным диктором, а также композитором [соавтором популярной песни: Рождество в моем родном городе], а также государственным служащим [Председателем школьного совета]. Она принимала активное участие в средствах массовой информации как модель, Мисс Вселенная, и актриса в национальных рекламных роликах. У них было двое детей. Их сын, Дональд Аптон-младший, бывший исполнительный директор телекоммуникационной компании и основатель фирмы Фэрфилд индекс, эта фирма была названа в честь Фэрфилд Каунти, дома семьи Стивенсон на протяжении нескольких веков.
Стивенсон также в качестве Мисс Южная Каролина в 1953 году участвовала в конкурсе Мисс Америка.